# Johann Gotthard Reinhold
Johann Gotthard ridder Reinhold (Aken, 8 maart 1771 – Hamburg, 6 augustus 1838) was een in Aken geboren diplomaat en dichter, die na dienst te hebben gedaan in het Staatse leger diplomatieke functies bekleedde tijdens de Bataafs-Franse tijd. Lodewijk Napoleon, koning van Holland, benoemde hem op 25 november 1807 tot ridder in de Orde van de Unie. Op 7 maart 1812 werd hij benoemd tot ridder in de Orde van de Reünie door keizer Napoleon Bonaparte van het door Frankrijk ingelijfde Nederland. In 1814 werd hij gezant in Rome bij de Italiaanse mogendheden, waaronder de kerkelijke staat. Omdat hij protestant was, wantrouwden de Belgische katholieken hem. Toen minister Van Nagell van Ampsen over een concordaat onderhandelde met de kerkelijke staat, verving hij hem als tijdelijk minister van Buitenlandse Zaken. Hij werd later gezant in Bern.